# Een bom
"Een bom" is een single van de Nederlandse volkszanger Henk Dissel uit 2012. 

## Achtergrond
Een bom is geschreven door Willem Gunneman en geproduceerd door Bas van den Heuvel. Het nummer is het enige nummer van Dissel met de platina status en daarmee zijn populairste nummer. Qua hitlijsten haalde Een bom enkel de Single Top 100, met een 46e plaats. Dissel vertelde in een interview bij de Coen en Sander Show op Radio 538 dat hij oorspronkelijk twijfelde het nummer op te nemen, omdat hij het eerst niet gepast vond om over een bom te zingen.